# Star Star
Singles de The Rolling Stones
Angie
(1973) It's Only Rock 'n Roll (But I Like It)
(1974)
Pistes de Goats Head Soup
Can You Hear the Music ?
(9) Scarlet (réédition de 2020)
(1)
Star Star est une chanson du groupe de rock britannique The Rolling Stones parue le 31 août 1973 sur l'album Goats Head Soup et en décembre 1973 en single dans certains pays comme l'Allemagne et la France avec Doo Doo Doo Doo Doo (Heartbreaker) en face B.
Inflluencé musicalement par le style de Chuck Berry, le titre s'appelle à l'origine Starfucker, Il est changé en Star Star à la demande d'Ahmet Ertegün pdg d'Atlantic Records.

## Description
Écrite par Mick Jagger et Keith Richards, Star Star est une des chansons les plus torrides du catalogue du groupe. Les paroles évoquent les relations sexuelles d'une rocker avec une groupie. Elle s'intitulait à l'origine "Starfucker" jusqu'à ce que le propriétaire d'Atlantic Records, Ahmet Ertegün (Atlantic était le distributeur de Rolling Stones Records) demande au groupe de changer de titre,,
.
La chanson a acquis une notoriété non seulement pour ses paroles explicites faisant allusion à des actes sexuels impliquant des fruits (entre autres), mais aussi pour des mentions controversées de célébrités telles que John Wayne et Steve McQueen.
Il est sorti environ neuf mois après la liaison apparente de Carly Simon avec Jagger et la sortie de la chanson You're So Vain, dont Mick Jagger a participé aux chœurs. Simon, qui était marié à l'auteur-compositeur-interprète James Taylor, avait déménagé à Hollywood, ce qui est mentionné dans les paroles de Star Star. Les paroles "Ouais, toi et moi, nous avons fait un joli couple" font également écho au couplet "Eh bien, tu as dit que nous faisions un si joli couple" dans You're So Vain. Lorsqu'ils parlent de la chanson, les membres du groupe l'ont toujours désignée par son titre d'origine, tout comme le refrain qui comporte encore "Starfucker".
Musicalement, Star Star est une chanson rock classique dans le style de Chuck Berry, dont l'introduction jouée par Keith Richards s'inspire de celle de la chanson Johnny B. Goode. En dehors de l'introduction, le guitariste se charge également des arrangements de couplet et le solo, tandis que Mick Taylor se charge de la guitare rythmique. La ligne de basse de Bill Wyman ne commence qu'au deuxième couplet. Charlie Watts est à la batterie (qui rompt rarement avec sa rythmique simple 4/4 et son charleston) et Ian Stewart avec son piano martelant des accords d'octave.

## Enregistrement
La chanson a été enregistrée en plusieurs étapes dans divers studios au cours de la réalisation de l'album. L'enregistrement commence à Kingston en Jamaïque aux Dynamic Sounds Studios du 23 novembre au 14 décembre 1972, puis se poursuit au Village Recorders à Los Angeles du 27 au 30 janvier 1973. Le groupe retourne à Londres pour poursuivre et achever l'enregistrement, d'abord aux studios Olympic du 7 au 17 mai 1973, puis se rendent aux studios Island du 28 mai au 8 juin 1973 et enfin retournent aux studios Olympic pour la finition du 6 au 9 juillet. Les ingénieurs du son ayant participé à l'enregistrement sont Andy Johns, Rob Fraboni et Baker Bigsby et le producteur est Jimmy Miller.

## Parution et réception
La chanson sort en tant que second single de l'album Goats Head Soup (après l'incontournable Angie) dans certains pays en Europe avec en face B la chanson Doo Doo Doo Doo Doo (Heartbraker), qui est également publiée en single aux Etats-Unis au même moment. Le single Star Star connait un succès moindre que Angie.
La BBC a boycotté Star Star,, mais pas avant qu'il ne soit diffusé lors d'un reportage de fin de soirée sur les concerts de Wembley en 1973, dans le cadre de la tournée Goats Heads Soup. Écrivant pour le Calgary Herald dans une revue rétrospective, Heath McCoy a déclaré que Star Star « incarnait l'excès des années soixante-dix ».
Le titre original sera souvent utilisé en concert et lors de la tournée 1975, un pénis gonflable apparaitra lors de la chanson.
Une performance en concert a été enregistrée et publiée sur Love You Live en 1977. Atlantic a bricolé le mix afin de supprimer les jurons clés, mais les toutes premières copies promotionnelles ont été pressées sans modification.

## Personnel
Crédités, : 

### The Rolling Stones
- Mick Jagger : chant
- Keith Richards : guitare électrique, guitare solo, chœurs
- Mick Taylor : guitare électrique
- Bill Wyman : basse
- Charlie Watts : batterie

### Musiciens additionnels
- Ian Stewart : piano
- Bobby Keys : saxophone

### Equipe technique
- Jimmy Miller : producteur
- Andy Johns : ingénieur du son
- Rob Fraboni : ingénieur du son
- Baker Bigsby : ingénieur du son
- Carlton Lee : assistant ingénieur du son
- Howard Kilgour : assistant ingénieur du son
- Doug Bennett : assistant ingénieur du son

## Classements
| Classement (1974)            | Meilleure position |
| ---------------------------- | ------------------ |
| Allemagne (Media Control AG) | 32                 |
| Pays-Bas (Single Top 100)    | 16                 |
| Suède (Tio i Topp)           | 15                 |
| Suisse (Schweizer Hitparade) | 7                  |